# Shauna Rohbock
Shauna Rohbock (* 4. April 1977 in Orem) ist eine ehemalige US-amerikanische Bobfahrerin und vormalige Fußballspielerin.
Shauna Rohbock begann ihre sportliche Karriere als Stürmerin im Fußball. Sie spielte für die USA in der U-19-Auswahl, in der College-Liga, wo sie heute an sechster Stelle in der Torjägerliste steht (95 Tore in 90 Spielen) und 2002/03 in der Profiliga WUSA für San Diego Spirit (Platz 3). Zudem startete sie bei internationalen Wettbewerben in der Leichtathletik, während sie an der Brigham Young University studierte. Ihr Ziel, in einer der beiden Sportarten bei Olympischen Spielen teilnehmen zu können, konnte sie nicht realisieren. Deshalb wechselte sie 1999 als Anschieberin zum Bobsport, wo sie seit 2000 an der Seite von Jill Bakken an internationalen Wettkämpfen teilnahm. Zu den Winterspielen 2002 in Salt Lake City wurde allerdings Bakkens zweite Anschieberin Vonetta Flowers nominiert. Rohbock fuhr als Ersatz und Unterstützerin zu den Spielen und hatte damit indirekten Anteil am Gewinn der Goldmedaille durch Bakken/Flowers.

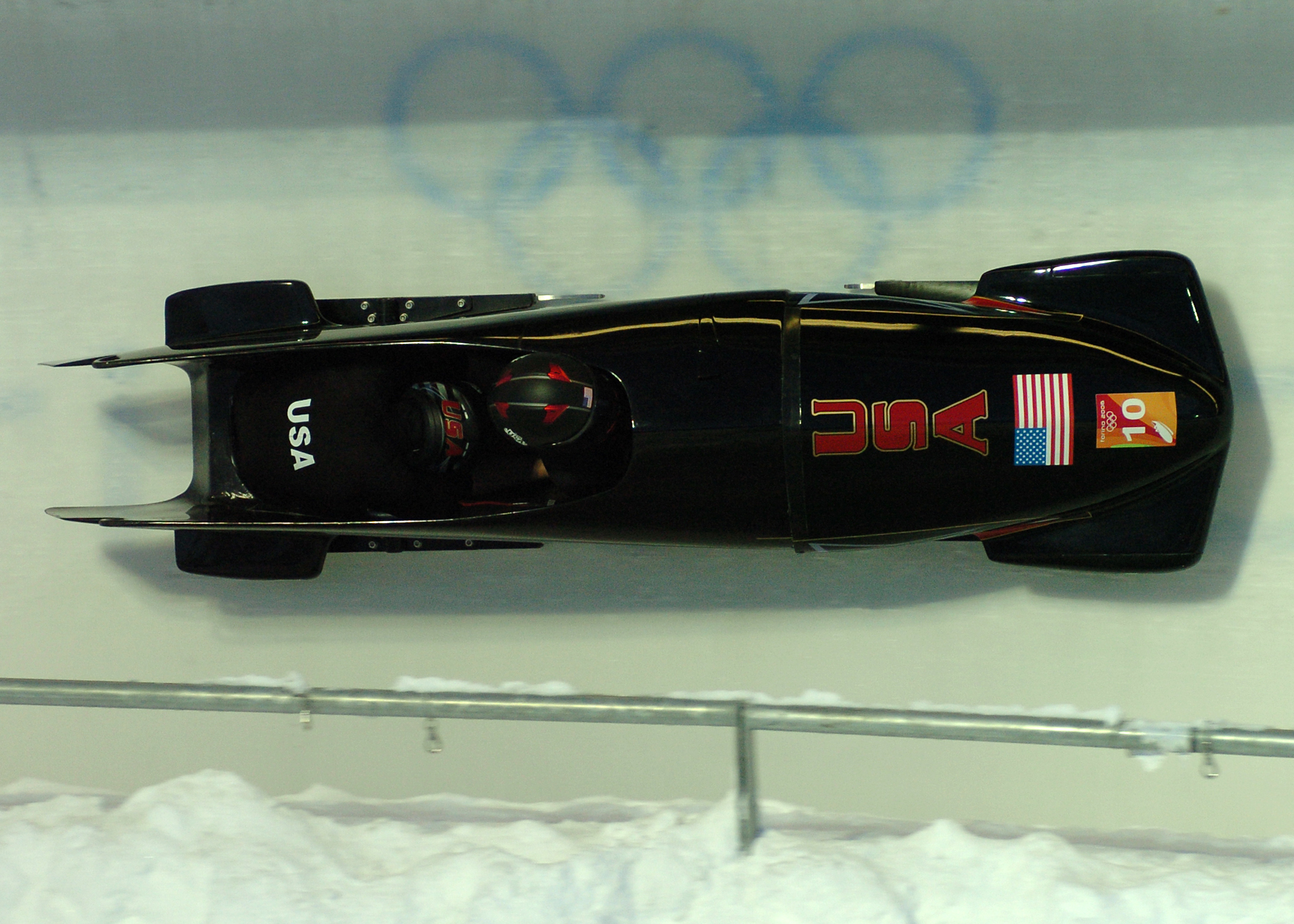
Rohbock/Fleming bei den Olympischen Spielen 2006

2002 wechselte sie auf dem Pilotensitz im Bob und konnte schon in ihrer ersten internationalen Saison 2003/04 den neunten Platz im Gesamtweltcup erreichen. In der folgenden Saison belegte sie in Igls und Altenberg als Drittplatzierte erstmals Podiumsplätze, wurde in Cesana Pariol sogar Zweite und gewann mit ihrer Anschieberin Valerie Fleming Bronze bei der Bob- und Skeleton-Weltmeisterschaften 2005 in Calgary. In der Saison 2005/06 erreichte sie erneut fünf Platzierungen unter den Besten drei und belegte den dritten Rang im Gesamtweltcup. Beim Saisonhöhepunkt, den Olympischen Spielen 2006 von Turin, gewann sie mit Fleming die Silbermedaille hinter dem Bob von Sandra Kiriasis. 2006/06 konnte Rohbock in Calgary zum Saisonauftakt erstmals ein Weltcuprennen gewinnen, auch das folgende Rennen in Park City gewann sie. Weitere fünf Podiumsplatzierungen und der zweite Rang in der Gesamtwertung folgten. Bei der Bob-Weltmeisterschaft 2007 in St. Moritz konnte sie zudem die Bronzemedaille gewinnen. Bis 2006 gehörte auch die heutige Pilotin Erin Pac zu Rohbocks Anschieberteam.
Rohbock gehört der US-Nationalgarde an. 2003 sollte sie zum Einsatz in den Irak geschickt werden, was eine Schulterverletzung jedoch verhinderte.
Mit der Teilnahme an der Weltmeisterschaft 2011 am Königssee, bei der sie den zweiten Platz erreichte, beendete Shauna Rohbock ihre aktive Laufbahn.

## Erfolge

### Weltcupsiege
Zweierbob Damen
| Nr. | Datum         | Ort            | Bahn                                              |
| --- | ------------- | -------------- | ------------------------------------------------- |
| 1.  | 1. Dez. 2006  | Calgary        | Bob- und Rennschlittenbahn im Canada Olympic Park |
| 2.  | 8. Dez. 2006  | Park City      | Bobbahn Park City                                 |
| 3.  | 10. Jan. 2009 | Königssee      | Kombinierte Kunsteisbahn am Königssee             |
| 4.  | 6. Feb. 2009  | Whistler       | Whistler Sliding Centre                           |
| 5.  | 9. Dez. 2009  | Cesana         | Cesana Pariol                                     |
| 6.  | 24. Jan. 2010 | Innsbruck-Igls | Kunsteisbahn Bob-Rodel Igls                       |
| 7.  | 14. Jan. 2011 | Innsbruck-Igls | Kunsteisbahn Bob-Rodel Igls                       |